# Молочай
Молоча́й (лат. Euphórbia) — самый большой род растений семейства Молочайные (Euphorbiaceae), в нём насчитывается, по одним данным, 800, по другим — свыше 1600, по третьим — около 2000 видов. На территории России и сопредельных стран представлен 160 видами. Это однолетние и многолетние травы, кустарники (зачастую суккулентные или кактусовидные), иногда небольшие деревья. Все формы характеризуются содержанием едкого млечного сока, откуда произошло русское название рода.
По-латински род назван в честь придворного врача мавретанского царя Юбы II — Эфорба.

## Описание

### Общий вид
Травы, кустарники или, изредка, деревца. По общему виду весьма разнообразны. У одних обыкновенные, облиственные стебли без колючек, у других колючие, тоже облиственные, у третьих — стебли мясистые, кактусообразные, гранёные, нередко колоннообразные, с колючками и без листьев. У всех в тканях по большей части белый млечный сок, заключённый в сильно ветвистые млечные сосуды без перегородок.

### Корневая система
Корневища вертикальные, ползучие или восходящие.

### Стебли
Стебли прямые или восходящие, большей частью слабо разветвлённые, реже — распростёрто-ветвистые. Высота от нескольких сантиметров до двух метров (молочай крупнорогий (Euphorbia grandicornis)).

### Листья
Листья очерёдные, супротивные или мутовчатые; нераздельные, цельнокрайные, реже могут быть зазубренными, без прилистников или с межчерешковыми прилистниками (большей частью с прилистниками), сидячие или коротко-черешковые.

### Цветки
Цветки однодомные, очень редко двудомные, всегда без лепестков, большей частью и без чашелистиков. Пыльниковые цветки всегда из одной тычинки, пестичные — из одной трёхгнёздной завязи, с одной семяпочкой в гнезде. Частные соцветия — циатии — по сходству с цветком часто принимались за цветки. Обёртка почти правильная, колокольчатая, кубарчатая или полушаровидная, из 5 (или 4, редко 8) сросшихся листочков, выступающих наверху в виде стольких же плёнчатых лопастей; по листовым швам, между лопастями, чередуются с ними мясистые придатки — нектарники, отстоящие горизонтально или слегка отогнутые вниз, также в числе 5 или вследствие недоразвития четырёх, трёх или даже одного. Ось цветоноса в циатии заканчивается одним единственным пестичным цветком, выдающемся из бокальчика на удлинняющемся, впоследствии поникающем стебельке. В пазухах листьев бокальчика (то есть против его лопастей) — отдельные пучки многочисленных пыльниковых цветков, обыкновенно с развитыми снизу линейными или шиловидными, бахромчато-ресничными прицветниками, изредка без них. Бокальчик с цельными или надрезанными лопастями, часто скрытыми под нектарниками. Нектарники слегка стебельчатые, цельные, с округлённым или усечённым наружным краем или полулунные, возможно двурогие, изредка по краю гребневидные или пальчатораздельные, иногда снизу с лепестковидным придатком. Пыльниковые цветки в числе 5 (10) — 40 (50), без чашелистиков, внизу сочленённые со цветоножкой, очень редко с небольшой чешуйкой в сочленении. Пыльник прямостоячий, с раздельными гнёздами, раскрывающимися продольными трещинами. Пестичный цветок голый или иногда с чашечкой из 4 (6) небольших чешуек; столбиков 3, свободных или сросшихся, цельных или двунадрезных, с головчато расширенными рыльцами на конце или на внутренней стороне. Общее соцветие имеет вид зонтика и состоит из нескольких или многих частных.

### Плоды
Плод — трёхлопастный «трёхорешник», гладкий или бугорчатый, распадающийся на три односемянных орешка (с растрескивающимся вскоре на две створки околоплодником), оставляющих посредине цветоложа трёхгранную, наверху головчатую коронку. Внутриплодник перепончатый или твёрдый (у Euphorbia lathyris губчатый). Семя гладкое или с наружной поверхности неровное, с плёнчатым или твёрдым эндоспермом и с прямым зародышем, с широкими плоскими семядолями, на конце с придатком из присеменника или без придатка.
В распространении мирмекохорных семян вида Euphorbia characias отмечены муравьи Messor barbarus, Aphaenogaster senilis, Pheidole pallidula и Tapinoma nigerrimum.

## Распространение
Представители рода распространены повсеместно, преимущественно свойственны жарким субтропическим местностям, в аридных и литоральных условиях представляя собой типичные ксеро- и термофиты. В тропическую зону заходят немного видов и совсем мало их в холодных областях.

## Экология
Все суккулентные молочаи включены в Приложение II Конвенции о международной торговле дикими видами фауны и флоры, находящимися под угрозой исчезновения.
Молочай камерунский и молочай Вакефильда внесены в Красную книгу МСОП. К редким видам на территории их обычного произрастания в Африке относятся: молочай треугольный, молочай изогнутоветвистый, молочай страшный, молочай крупнозубчатый, молочай крупнорогий, молочай бородавчатый, молочай дынный, молочай пухлый, молочай Пробалля, молочай ватербергский, молочай тирукалли, молочай ядовитый. Очень редким видом, находящимся под угрозой исчезновения, стал на канарском острове Фуэртевентур молочай гандийский. В Красную книгу МСОП внесён и молочай абделькурийский, произрастающий на острове Абд-эль-Кури в системе архипелага Сокотры. Подлежат охране и все суккулентные молочаи острова Мадагаскар.

## Место в пищевой цепи
Находится на первом трофическом уровне. Среди животных, питающихся молочаем, одно из самых известных — бражник молочайный (Hyles euphorbiae) — бабочка из семейства бражников (Sphingidae).

## Практическое использование

### Сельское хозяйство
Млечный сок всех молочаев имеет чрезвычайно острые свойства, а потому все молочаи в той или иной степени токсичны, скот их избегает.
Некоторые молочаи, например, молочай Вальдштейна (Euphorbia waldsteinii), являются злостными сорняками.
На приусадебных участках молочай используют для уничтожения клопов и листогрызущих гусениц.
Молочай чины (Euphorbia lathyris) в некоторых странах, особенно в Китае и Японии, возделывается как масличная культура, из его семян получают масло.

## Химический состав
Все виды молочая содержат млечный сок, смолу, каучук. Хотя химический состав молочаев изучен недостаточно, однако известно, что основным действующим компонентом млечного сока является эвфорбон, количество которого около 22 %, кроме того, около 38 % аморфной камеди, до 18 % гуми и около 10 % минеральных солей. (Растения в медицине, Саратов, 1983) Из других химических соединений в состав молочаев входят алкалоиды, флавоноиды и кумарины.

### Медицина
Молочай ― старинное средство народной медицины. Научное название молочая ― эуфорбия дано в честь Эфорба, придворного врача нумидийского царя Юбы (в 54 г. до н. э.), который впервые использовал лечебные свойства молочая.
Африканский вид молочая молочай кактусовидный (Euphorbia resinifera A.Berger.), произрастающий в северо-западной и центральной Африке, используется в официальной медицине: это высокое колоннообразное безлистное мясистое растение имеет визуальное сходство с кактусами из рода Cereus; его рёбра усажены пучками крепких колючек. Достигает в высоту 1-го метра и выше. Из надрезов, наносимых растению в начале осени, обильно вытекает млечный сок, твёрдеющий на воздухе и облепляющий собой преимущественно рёбра стебля. Он поступает в продажу и в аптеки под названием Euphorbium. Вещество это было известно ещё древним грекам и римлянам, вероятно, и египтянам.
Многие виды молочая применяются в народной медицине, хотя их состав совсем не изучен.
На Руси молочай применяли от водобоязни, «порчи», вызванной злонамеренными людьми, для истребления бородавок, мозолей и пятен на лице, как слабительное и рвотное средство и для лечения раковых опухолей.
На Алтае в народной медицине использовались особенно молочай альпийский, скальный, волосистый и широковетвистый в виде отваров, настоек, порошка и в свежем виде. Они применялись от худой болезни (сифилиса), болезнях почек, маточных кровотечениях, при мужской слабости ― импотенции и как кровоочистительное. На Алтае считается, что молочай полезен при лечении рака кожи и прямой кишки. Наружно свежим соком всех видов молочая смазывают экземные места, бородавки, мозоли, родимые пятна и гнойные раны для их быстрого заживления. Кроме того, сок молочая в малых дозах является общеукрепляющим средством и продлевает молодость.
Широко применяются молочаи в современной и народной медицине Монголии и Китая.

### Растениеводство
Как декоративные используются около 120 видов. В оранжереях широко культивируется кустарник пуансеттия (Euphorbia pulcherrima).
Используют в групповых посадках, альпинариях, реже в регулярных посадках на партере и для срезки в букеты. Некоторые виды выращиваются в качестве комнатных растений. Предпочитает полузатенённые местообитания и лёгкие, удобренные перегноем почвы. Размножают делением куста и семенами.

## Токсичность
Сок листьев молочая наносит вред коже людей и животных.

## Классификация
Род Молочай является центральным и самым большим по количеству видов в семействе Молочайные. Насчитывается более двух тысяч видов. Ранее ботаниками предпринимались не очень успешные попытки разделить род на несколько более компактных родов, в связи с чем зафиксировано большое количество синонимов рода Молочай. Согласно последним филогенетическим исследованиям род делят на несколько подродов, каждый из которых делится на несколько ещё недостаточно детально разработанных групп.
Наиболее признанным является распределение рода на четыре подрода:
- Rhizanthium (Boiss.) Wheeler (приоритетное название для первого подрода Athymalus Neck. ex Rchb.)[16]
- Esula Pers.,
- Euphorbia,
- Chamaesyce Raf..

### Таксономия
Euphorbia L., 1753, Sp. Pl. : 450
Род Молочай относится к семейству Молочайные (Euphorbiaceae) порядка Мальпигиецветные (Malpighiales). Таксономическая схема в соответствии с Системой APG IV по состоянию на декабрь 2023 года:
|  |                                      |  |                                   |                                   |                      |  | ещё 35 семейств |               |               |                                                               |
|  |                                      |  |                                   |                                   |                      |  |                 |               |               | 2 157 подтвержденных видов и 121 вид, ожидающий подтверждения |
|  |                                      |  |                                   | порядок Мальпигиецветные          |                      |  |                 |               | род Молочай   |                                                               |
|  |                                      |  |                                   | порядок Мальпигиецветные          |                      |  |                 |               | род Молочай   |                                                               |
|  | отдел Цветковые, или Покрытосеменные |  |                                   |                                   | семейство Молочайные |  |                 |               |               |                                                               |
|  | отдел Цветковые, или Покрытосеменные |  |                                   |                                   |                      |  |                 |               |               |                                                               |
|  |                                      |  | ещё 63 порядка цветковых растений | ещё 63 порядка цветковых растений |                      |  |                 | еще 226 родов | еще 226 родов |                                                               |
|  |                                      |  |                                   | ещё 63 порядка цветковых растений |                      |  |                 |               | еще 226 родов |                                                               |

### Некоторые виды
- Euphorbia albomarginata Torr. & A.Gray — Молочай белоокаймлённый. Растёт в пустынях и чапарале Северной Америки.
- Euphorbia amygdaloides L. — Молочай миндалевидный, или Молочай миндальный. Встречается во всей Европе.
- Euphorbia antiquorum L. typus[2] — Молочай древних[17]
- Euphorbia antisyphilitica Zucc.
- Euphorbia aphylla  Brouss. ex Willd. — Молочай безлистный[18]
- Euphorbia aristata Schmalh. — Молочай остистый, или Молочай остроконечный[19]. Эндемик Ставропольской возвышенности. Занесён в Красную книгу России.
- Euphorbia blepharophylla C.A.Mey. ex Ledeb. — Молочай реснитчатолистный[20]
- Euphorbia borealis Baikov — Молочай северный. Встречается в Сибири, на Алтае, Дальнем Востоке, в Казахстане, в Северной Монголии и в Китае.
- Euphorbia bubalina Boiss. — Молочай бычий[18]
- Euphorbia buchtormensis C.A.Mey. ex Ledeb. — Молочай бухтарминский[21]
- Euphorbia caesia Kar. & Kir. — Молочай сизый[22]
- Euphorbia canariensis L. — Молочай канарский[18]
- Молочай канделябровый (Euphorbia candelabrum)Euphorbia candelabrum  Kotschy — Молочай канделябровый[18]
- Euphorbia caput-medusae L. — Молочай голова Медузы[18]
- Euphorbia cereiformis L. — Молочай цереусовидный[18]
- Euphorbia corollata L. — Молочай венчиконосный
- Euphorbia cyparissias L. — Молочай кипарисовый. Растёт в Западной Европе и европейской части России.
- Euphorbia dahurica Peschkova — Молочай даурский[23]
- Euphorbia esula L. — Молочай острый[24]. Встречается в Центральной и Южной Европе, в Сибири, на Алтае, в большей части Азии. В Северной и Южной Америке как заносное.
  - Euphorbia esula subsp. tommasiniana (Bertol.) Kuzmanov [syn.  Euphorbia waldsteinii (Sojak) A.R.Smith — Молочай Вальдштейна]; [syn.  Euphorbia virgata Waldst. & Kit. — Молочай прутьевидный].
- Euphorbia fischeriana Steud. — Молочай Фишера, или Молочай Палласа[25]. Растёт в Читинской области, Монголии, Китае. Занесён в Красную книгу Читинской области.
- Euphorbia globosa (Haw.) Sims — Молочай шаровидный[18]
- Euphorbia grandicornis Goebel. ex E.N.Br. — Молочай крупнорогий
- Euphorbia grandidens Haw. — Молочай крупнозубчатый[18]
- Euphorbia helioscopia L. — Молочай солнцегляд[26]
- Euphorbia horrida Boiss. — Молочай ощетиненный[18]
- Euphorbia jenisseiensis Baikov — Молочай енисейский[27]
- Euphorbia latifolia C.A.Mey. ex Ledeb. — Молочай широколистный. Встречается на Алтае и в Средней Азии.
- Euphorbia lenensis Baikov — Молочай ленский[28]
- Euphorbia lophogona Lam. — Молочай гребенчатый. Эндемик Мадагаскара.
- Euphorbia macrorrhiza C.A.Mey. ex Ledeb. — Молочай крупнокорневой[29]
- Euphorbia mammillaris L. — Молочай сосочковый[18]
- Euphorbia meloformis Aiton — Молочай дыневидный[18]
- Euphorbia microcarpa (Prokh.) Krylov — Молочай мелкоплодный. Встречается в Западной Сибири, на Алтае и в Казахстане.
- Euphorbia milii L.C.Leach — Молочай прекрасный, или Эуфорбия Миля. Эндемик Мадагаскара
- Euphorbia mongolica (Prokh.) Prokh. — Молочай монгольский[30]
- Euphorbia myrsinites L. — Молочай миртолистный[31]
- Euphorbia obesa Hook.f. — Молочай жирный[18]
- Euphorbia peplus L. — Молочай огородный
- Euphorbia pilosa L. — Молочай волосистый, или Молочай желтеющий[32]. Встречается в Сибири, на Алтае, в Восточном Казахстане.
- Euphorbia polyacantha Boiss. — Молочай многоколючковый[18]
- Euphorbia potaninii Prokh. — Молочай Потанина[33]
- Euphorbia pseudocactus A.Berger — Молочай ложный кактус[18]
- Euphorbia pulcherrima Willd. ex Klotzsch — Молочай красивейший, или Пуансеттия. Родина — Мексика и Центральная Америка.
- Euphorbia ramipressa Croizat — Молочай плосковеткий[18]
- Euphorbia rapulum Kar. & Kir. — Молочай репка[34]
- Euphorbia resinifera O.Berg — Молочай смолоносный. Растёт в Марокко и на Канарских островах.
- Euphorbia rupestris C.A.Mey. ex Ledeb. — Молочай скальный. Эндемик Алтая. Включён в Красную книгу республики Алтай.
- Euphorbia sajanensis (Boiss.) Baikov — Молочай саянский[35]
- Euphorbia seguieriana Neck. — Молочай Сегиеров[36]
- Euphorbia stenoclada Baill. — Молочай узковеточный[18]
- Euphorbia subcordata C.A.Mey. ex Ledeb. — Молочай полусердцевидный[37]
- Euphorbia trigona L. — Молочай трёхгранный. Африканское растение, кустарник. Популярен в комнатном цветоводстве.
- Euphorbia tirucalli L. — Молочай тирукалли. Растёт в Африке, как заносное в других тропических регионах.
- Euphorbia tshuiensis (Prokh.) Serg. ex Krylov — Молочай чуйский
- Euphorbia virosa Willd. — Молочай ядовитый[18]